# Vasilefs Georgios (D14)
«Вазилевс Георгіос» (D14) (англ. Vasilefs Georgios (D14), грец. ΒΠ Βασιλεύς Γεώργιος Α' (D-14) — військовий корабель, ескадрений міноносець типу «G» Королівських військово-морських сил Греції за часів Другої світової війни.
«Вазилевс Георгіос» був закладений у лютому 1937 року на верфі компанії Vickers-Armstrongs у Скотстоні на замовлення грецьких ВМС. 3 березня 1938 року він був спущений на воду, а 15 лютого 1939 року увійшов до складу Королівських ВМС Греції. Корабель став флагманом флотилії есмінців напередодні війни й разом з однотипним есмінцем «Васілісса Ольга» були найсучаснішими кораблями грецького флоту. «Вазилевс Георгіос» взяв участь у Італо-грецькій війні, забезпечував ескорт конвоям, а також безрезультатно проводив рейдові дії на італійські торговельні судна в Адріатичному морі. У квітні 1941 року есмінець перебував на плановому ремонті у плавучому сухому доку, коли почалося вторгнення німецького вермахту до Греції й 23 квітня 1941 року корабель був затоплений унаслідок авіанальоту пікіруючих бомбардувальників Ju 87B «Штука» на військово-морську базу на острові Саламін.

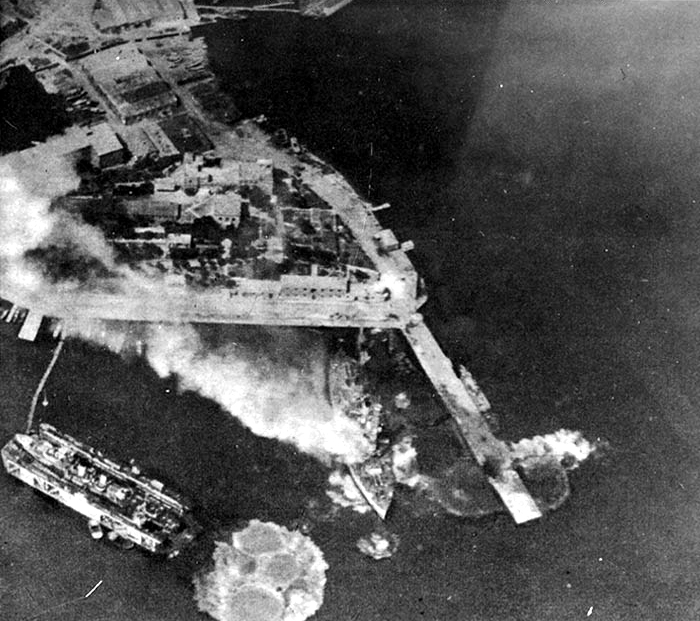
Кораблі грецького флоту під час авіаційного нальоту бомбардувальників Люфтваффе. «Вазилевс Георгіос» у плавучому сухому доку в лівому нижньому куту. Саламін. 23 квітня 1941

1942 році корабель був піднятий німецькими окупаційними силами, відремонтований та модернізований на верфі «Germaniawerft». 21 березня 1942 року, після завершення ремонту, есмінець увійшов до складу Крігсмаріне як ZG-3. 22 серпня 1943 року корабель перейменували на «Гермес». Есмінець застосовувався в ролі ескортного корабля для супроводу транспортних конвоїв суден до Північної Африки та назад, і між островами Егейського моря. Періодично «Гермес» виконував завдання з постановки мінних загороджень, перекидання військ та забезпечення поставок військового майна гарнізонам.
16 листопада 1942 року есмінець супроводжував конвої з Пірея та виявив грецький підводний човен «Тритон», на який навів мисливця за підводними човнами Uj-2102, що затопив грецьку субмарину глибинними бомбами.
21 квітня 1943 року поблизу острову Капрі «Гермес» глибинними бомбами та артилерійським вогнем потопив британський підводний човен «Сплендід».
30 квітня 1943 року «Гермес» разом з двома італійськими есмінцями «Леоне Панкальдо» та «Лампо» забезпечував перевезення військ та майна до Тунісу, коли кораблі були атаковані авіацією союзників неподалік від мису Бон. Італійські ескадрені міноносці були затоплені, а «Гермес» отримав серйозні пошкодження. Його відбуксували до порту Ла-Гулєт, де 7 травня затопили як блокшив на вході до портової гавані. Частина екіпажу загинула або взята в полон в останні дні Туніської битви, декілька встигли евакуюватися до Трапані на Сицилії. Після завершення боїв в Африці, есмінець був піднятий з місця затоплення союзниками та після війни розібраний на брухт.